# Acyphoderes itaiuba
Acyphoderes itaiuba là một loài bọ cánh cứng trong họ Cerambycidae.